# Эшван (Кот-д’Ор)
Эшва́н (фр. Échevannes) — коммуна во Франции, находится в регионе Бургундия. Департамент коммуны — Кот-д’Ор. Входит в состав кантона И-сюр-Тий. Округ коммуны — Дижон.
Код INSEE коммуны — 21240.

## Население
Население коммуны на 2010 год составляло 225 человек.
| 1962 | 1968 | 1975 | 1982 | 1990 | 1999 | 2010 |
| ---- | ---- | ---- | ---- | ---- | ---- | ---- |
| 113  | 105  | 78   | 88   | 122  | 147  | 225  |

## Экономика
В 2010 году среди 163 человек трудоспособного возраста (15—64 лет) 131 были экономически активными, 32 — неактивными (показатель активности — 80,4 %, в 1999 году было 67,7 %). Из 131 активных жителей работали 123 человека (68 мужчин и 55 женщин), безработных было 8 (2 мужчин и 6 женщин). Среди 32 неактивных 11 человек были учениками или студентами, 16 — пенсионерами, 5 были неактивными по другим причинам.